# آندزین
آندزین (به انگلیسی: Andesine) با فرمول شیمیایی (NaCa)[Al 1-2 Si 3-2 O8] از مجموعه کانی هاست و  در مناطق آند در آمریکای جنوبی اولین بار شناسایی شده‌است  رنگ شعله را سبز رنگ می‌کند- نامحلول در اسیدها آمیزش‌های مختلف آلبیت تا آنورتیت.  از نظر شکل بلور: منشوری - قرصی شکل - ماکله، رنگ: سیاه - خاکستری سیاه - آبی - مرواریدی - قرمز، شفافیت: شفاف - نیمه کدر، شکستگی: نامنظم، جلا: شیشه‌ای - صدفی، رخ: کامل - مطابق با سطح، سیستم تبلور: تری کلینیک و در رده‌بندی سیلیکات است همچنین خاصیت مغناطیسی ندارد و منشأ تشکیل آن ماگمایی - دگرگونی است.
همایند کانی‌شناسی (پارانژ) آن سختی - چگالی - انحلال در اسیدها -اشعه X - خواص نوری - واکنش هایشیمیاییآمبلی گونیت - اسکاپولیت - ژهلنیت -میلیلیت - اورتوز - سانیدین -میکروکلین- مسکویت- بیوتیت- اورتوز- کوارتز است
، از نظر ژیزمان  بلوری - آگرگات دانه‌ای - توده‌ای فراوان ; گدازه‌های آندزیتی، دیوریتی و سینیتی درآلمان غربی، فرانسه، ایتالیا، فنلاند، گروئنلند و آمریکای جنوبی یافت می‌شود.